# Kamila Szejnoch
Kamila Szejnoch (ur. 1978 w Warszawie) – polska artystka wizualna, tworząca przede wszystkim projekty w przestrzeni publicznej – takie jak instalacje, rzeźby i interwencje miejskie. Jej prace można było oglądać m.in. w Warszawie, Gdańsku, Wrocławiu, Oslo, Birmingham, Aarhus, Kijowie i Waszyngtonie.
Punktem wyjścia jej projektów są zazwyczaj istniejące miejsca – wraz z ich historią i kontekstem społecznym. Artystka odnosi się do symboli miejskich, tożsamości lokalnych i różnorodnych motywów kulturowych – dodając współczesne warstwy będące w kontraście do dotychczasowych stylów i funkcji.

## Życiorys
Urodziła się w 1978 w Warszawie. Jest absolwentką Wydziału Rzeźby na warszawskiej Akademii Sztuk Pięknych (2005), gdzie studiowała w Pracowni Przestrzeni Audiowizualnej prof. Grzegorza Kowalskiego oraz w Pracowni Sztuki w Przestrzeni Publicznej prof. Mirosława Duchowskiego. Ukończyła również Wydział Dziennikarstwa i Nauk Politycznych (Instytut Polityki Społecznej) na Uniwersytecie Warszawskim (2003), oraz Dutch Art Institute (Public Research & Practice in Art) w Holandii (2008).
Podczas realizacji projektów współpracowała m.in. z Centrum Sztuki Współczesnej „Łaźnia” (Gdańsk), Centrum Rzeźby Polskiej w Orońsku, Galerią Studio (Warszawa), Incheon Art Platform (Korea Południowa), Tsung-Yeh Arts and Cultural Center (Tajwan), Smithsonian American Art Museum (Waszyngton), Europejską Stolicą Kultury Wrocław 2016, Płowdiw 2019 i Eleusis 2023.
Mieszka i pracuje w Warszawie.

## Twórczość

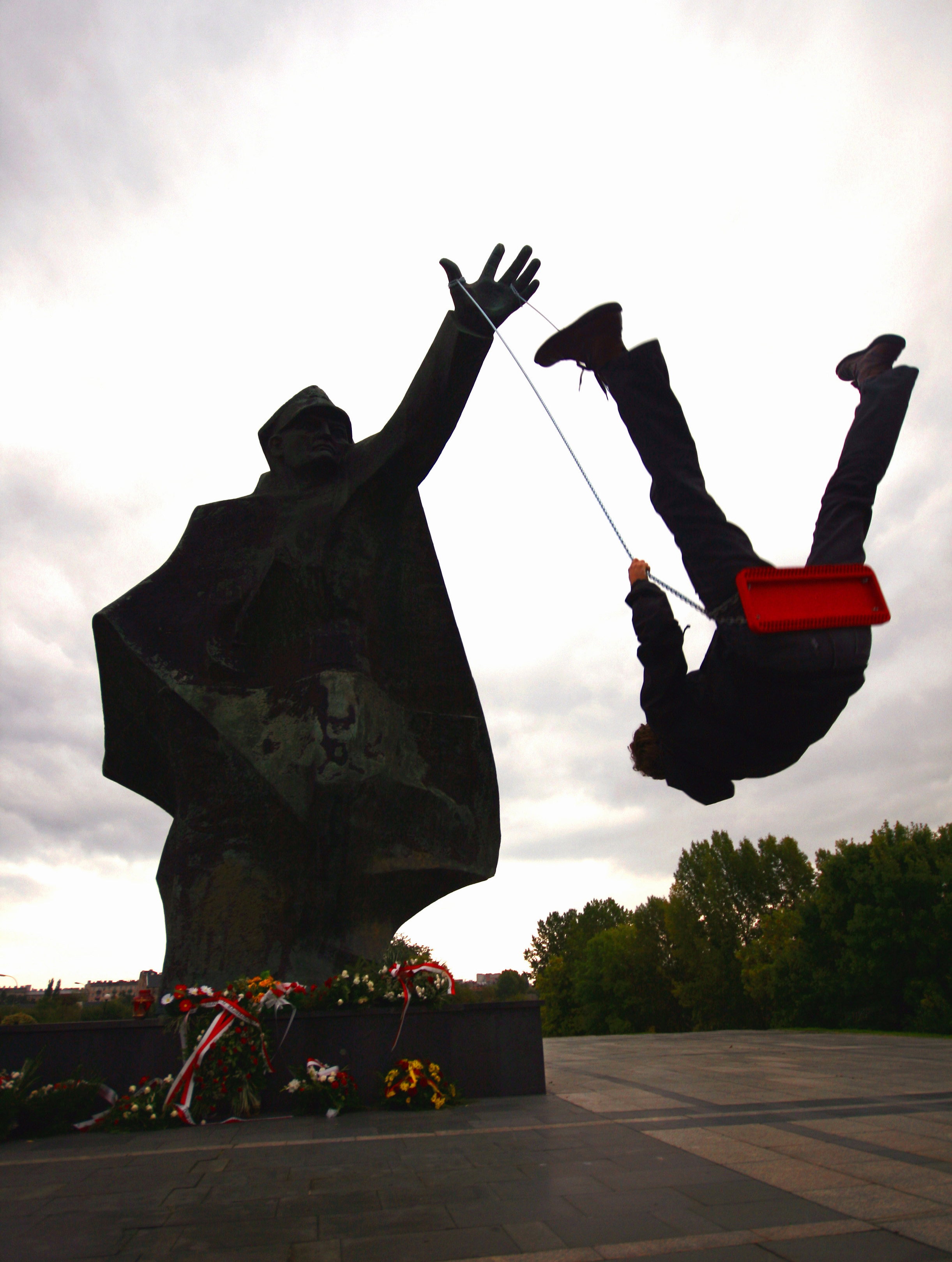
Huśtawka, 2008, współpraca: Fundacja Supermarket Sztuki, Warszawa

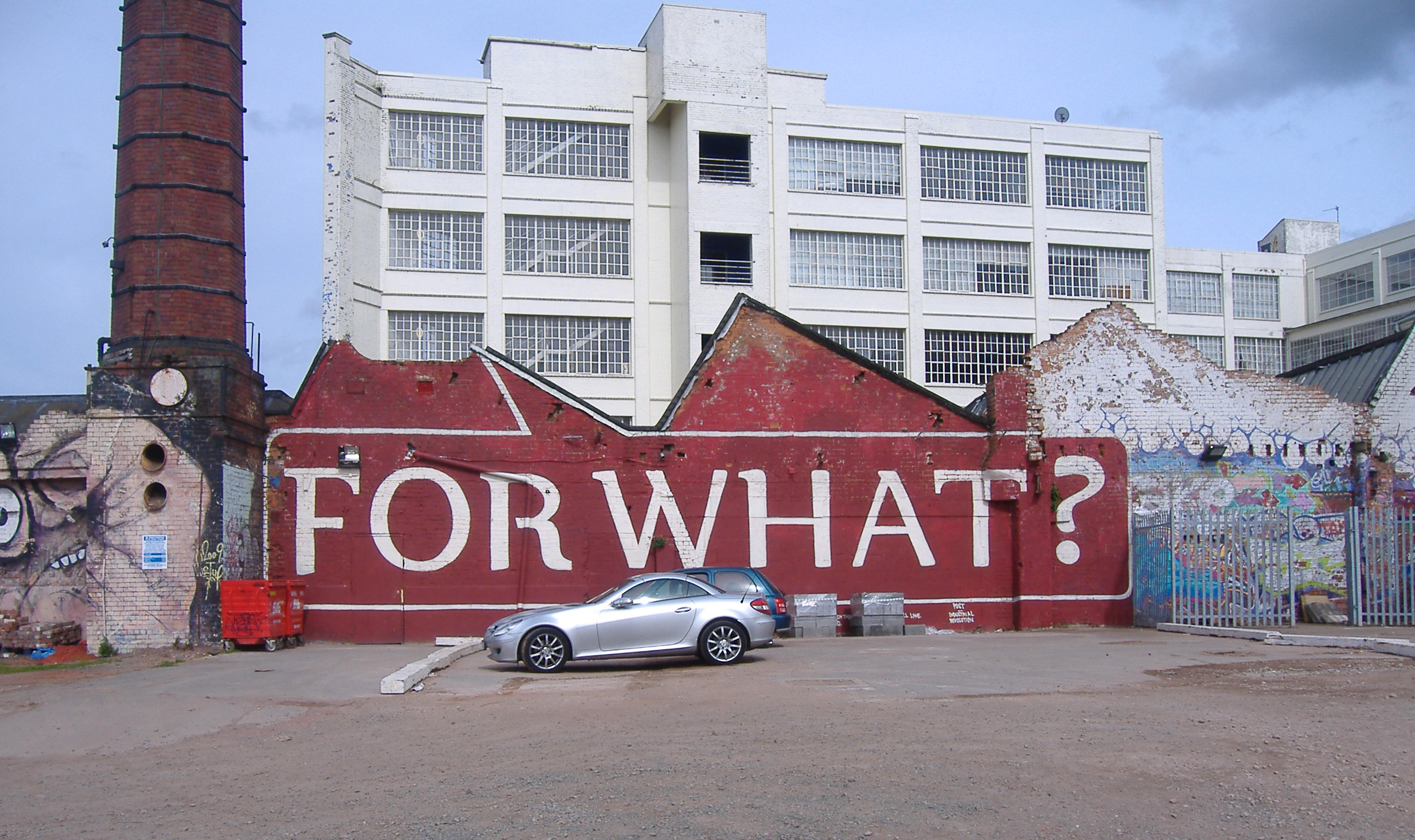
For What, Birmingham 2011

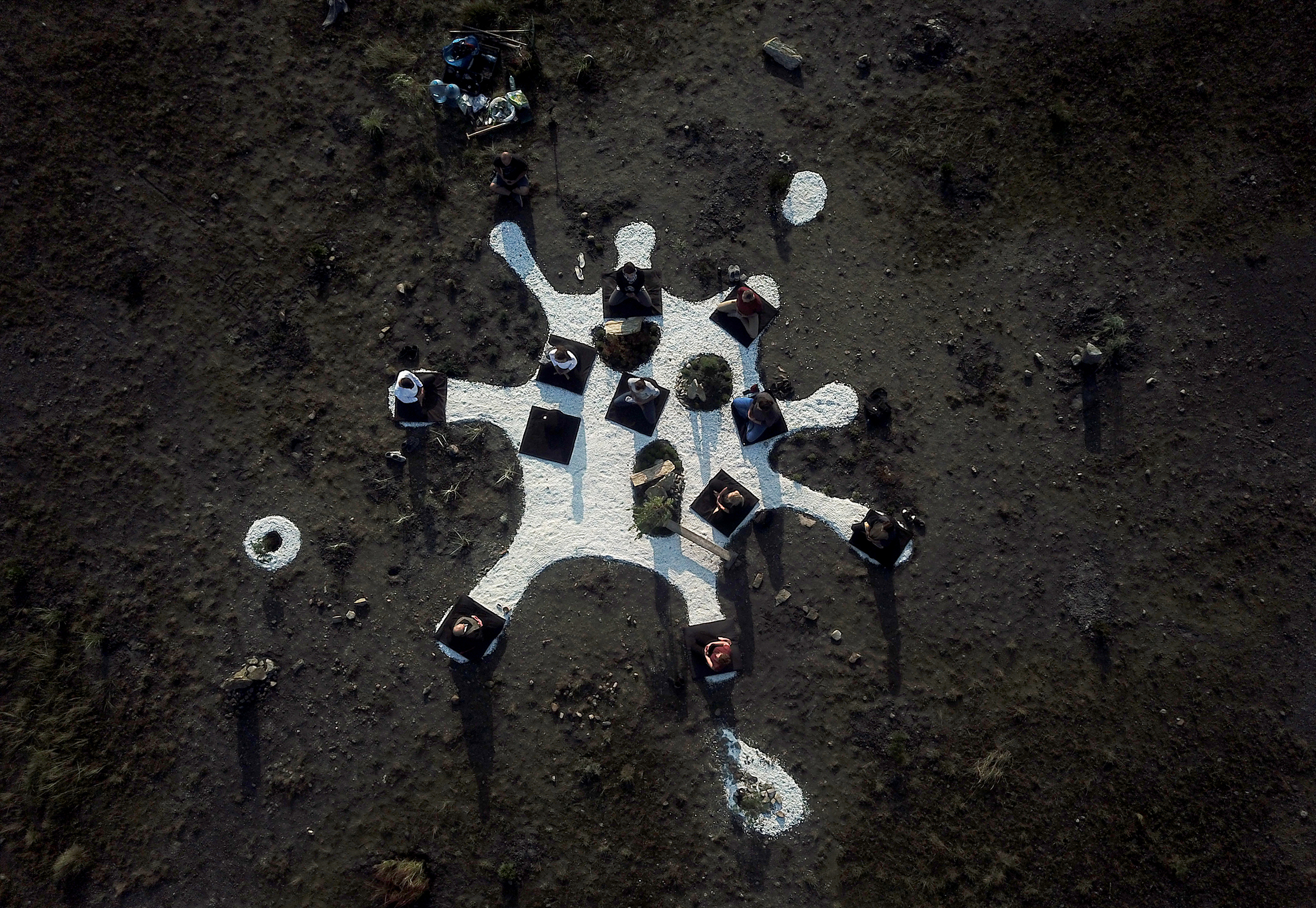
I Have a Dream, Katowice 2018

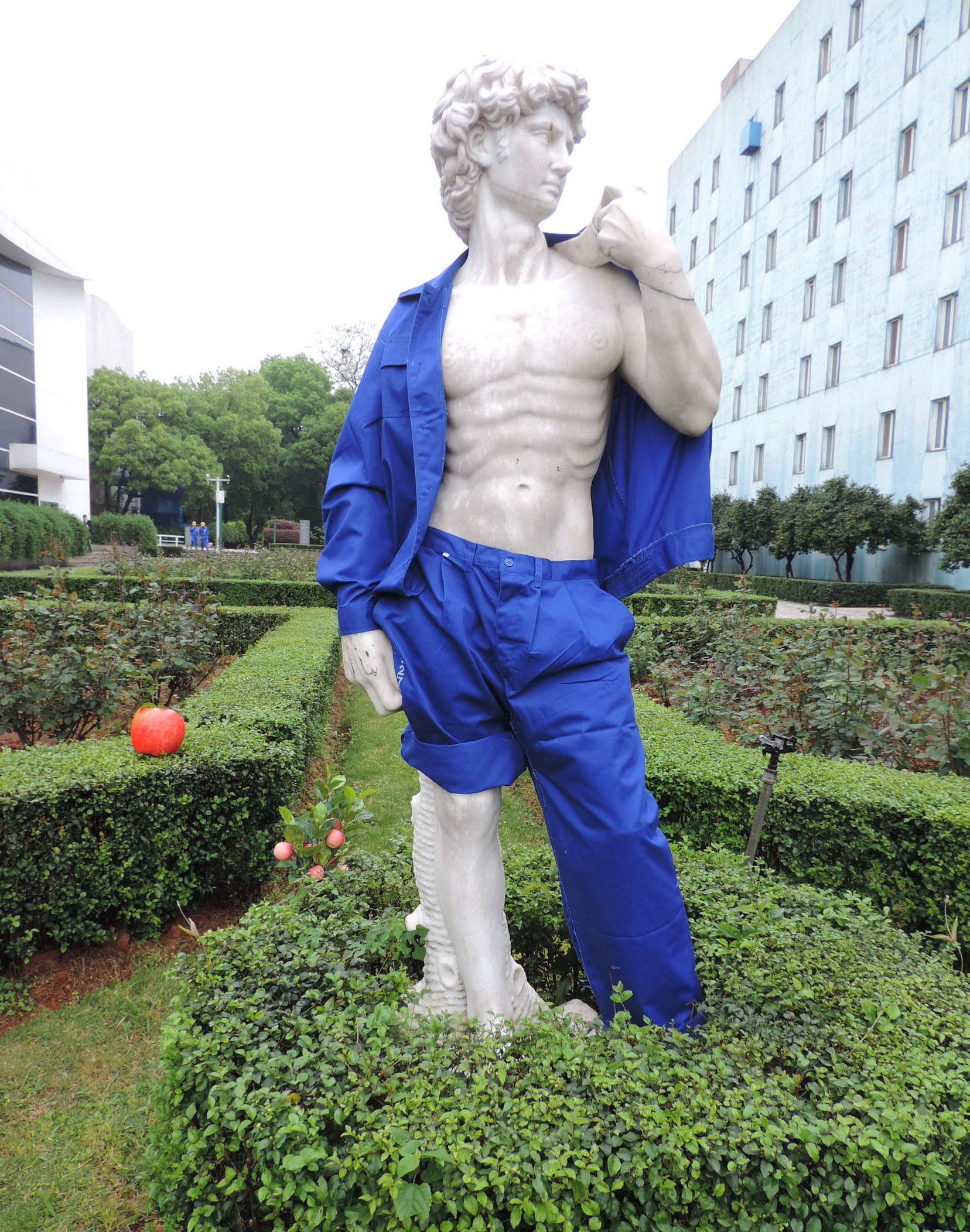
LOST PARADISE (Raj Utracony), Changsha 2019, Chiny

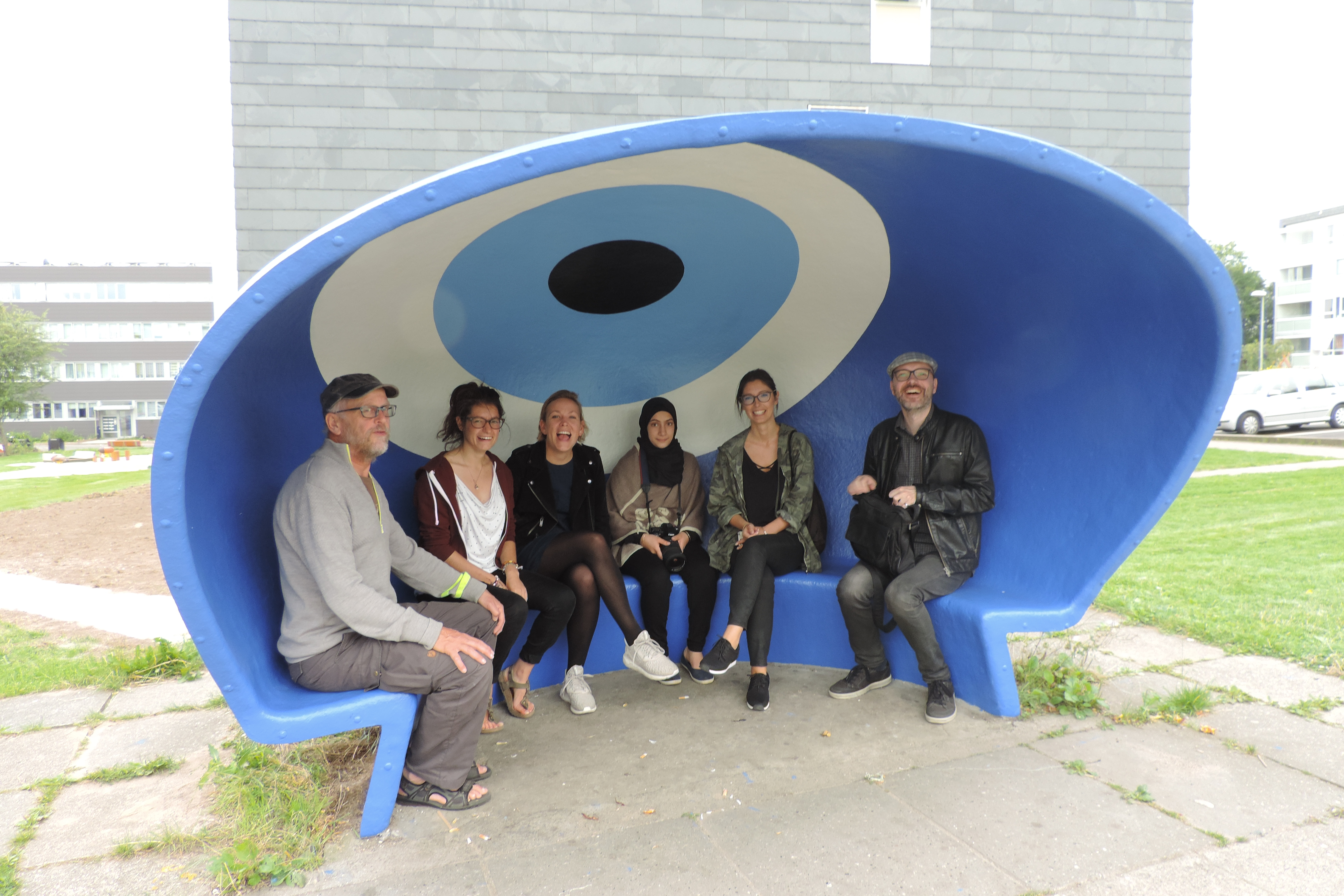
NAZAR (Oko Proroka), Aarhus, Dania

### Projekty w przestrzeni publicznej
- 2022 – LOKALE DO WYNAJĘCIA / Biennale Nieużytków / projekt zespołowy / Warszawa

- 2022 – PLAŻA ZEN / Warszawa, współpraca: Muzeum Warszawskiej Pragi

- 2022 – TEMPLE, Europejska Stolica Kultury Eleusis 2023, Grecja

- 2022 – MIEJSCE MOCY, Centrum Rzeźby Polskiej, Orońsko

- 2020 – GS Reaktywacja, pawilon dawnej Gminnej Spółdzielni we wsi Zelwa /Suwalszczyzna

- 2019 – ETERNAL, Europejska Stolica Kultury Płowdiw 2019, Bułgaria

- 2019 – KWIAT PAPROCI, Festiwal (X)sites Kattegattleden 2019 instalacja, Halmstad, Szwecja

- 2019 – LOST PARADISE (Raj Utracony), PLAN8T Artist in Residence Program 2019, Changsha, Chiny

- 2018 – I HAVE A DREAM / Katowice Street Art AiR Programme 2018, Katowice Miasto Ogrodów

- 2018 – ZEN GARDEN, Tsung-Yeh Arts and Cultural Center, Tajwan

- 2017 – MINA KONTAKTOWA, Pomnik Chwała Saperom, Warszawa

- 2017 – OKO PROROKA – współpraca: Sigrids Stue /space for contemporary art in Gellerup/ Aarhus, Dania

- 2016 – CHMURA BEZZAŁOGOWA, Festiwal “Play Haifa” współpraca: Beit-HaGefen – Arab Jewish Culture Center, Izrael

- 2016 – GOLGOTA FITNESS, współpraca: Fundacja Valparaiso, Mojacar, Hiszpania

- 2016 – REKONTRUKCJA, współpraca: Centrum Sztuki Współczesnej Łaźnia, Gdańsk

- 2015 – KOLEKCJA – Europejska Stolica Kultury Wrocław 2016 – współpraca: Muzeum Etnograficzne we Wrocławiu[2]

- 2015 – POCZEKALNIA, Plac Defilad, Warszawa

- 2015 – MINI-WILLA ŚWIDERMAJER, Wawerskie Centrum Kultury „Falenica”, Warszawa

- 2013 – FALOWIEC COLOUR SYSTEM, współpraca: Centrum Sztuki Współczesnej Łaźnia, Gdańsk

- 2013 – CANDY HOUSE, Kunsthuis SYB, Beetsterzwaag, Holandia

- 2012 – EURO MASZT, Przegląd Sztuki Survival, Stadion Oławka, Wrocław

- 2011 – ORZEŁ, Muzeum Polskie w Rapperswil, Szwajcaria

- 2011 – FOR WHAT? Rezydencja „Post Industrial Revolution”, Birmingham, Wielka Brytania

- 2010 – MASZT, Festiwal sztuki w przestrzeni publicznej „Open City”, Lublin

- 2009 – HOLY MACHINE, współpraca: Atelier Fribourg / Galeria Studio, Warszawa

- 2008 – HUŚTAWKA, współpraca: Fundacja Supermarket Sztuki, Warszawa

- 2008 – ARTISTS OF ALL CONTRIES, UNITE! współpraca: Partizan Publik, Dutch Art Institute, Erewań, Armenia

- 2006 – Mr BUTTON, rzeźba wolnostojąca, Oslo

### Wystawy
- 2019 Luxelakes A4 Art Museum, / wystawa zbiorowa / Chengdu, Chiny
- 2019 – PROSIMY DOKARMIAĆ KRASNOLUDKI!, instalacja, Państwowe Muzeum Etnograficzne w Warszawie
- 2019 – Archiwum vol. 1. Kontekst lokalny / wystawa zbiorowa / Centrum Sztuki Współczesnej Łaźnia, Gdańsk
- 2018 – What Are Monuments Made Of / wystawa zbiorowa / 11th Kaunas Biennial, Kowno, Litwa
- 2016 – OFFLINE / wystawa indywidualna/ Galeria XS, Warszawa
- 2016 – Robiąc użytek. Życie w epoce postartystycznej, / wystawa zbiorowa / Muzeum Sztuki Nowoczesnej, Warszawa[3]
- 2015 – AMERICAN DAYDREAM / wystawa zbiorowa / Omi International Arts Center, Ghent, N.Y. USA
- 2015 – „Widzenia” / Wystawa zbiorowa w ramach projektu PAROL!, Fundacja Sławek, Stacja Muranów, Warszawa
- 2014 – “Survival miejski 24h” – akcja/warsztaty, Przegląd Sztuki SURVIVAL, Wrocław
- 2014 – Buildering: Misbehaving the City / wystawa zbiorowa / Contemporary Arts Center, Cincinnati, USA
- 2013 – ROBOT – performance w ramach wystawy: „Nam June Paik: Global Visionary”, Smithsonian American Art Museum, Waszyngton
- 2013 – Open Monument / wystawa zbiorowa / Kunstlerhaus Bethanien Kreuzberg, Berlin
- 2012 – Kiev Sculpture Project, festiwal rzeźby w przestrzeni publicznej, Kijów
- 2012 – Biela noc/ Nuit Blanche / festiwal sztuki w przestrzeni miejskiej, Koszyce, Słowacja
- 2012 – For what? / Wystawa indywidualna / Galeria Program, Fundacja „In situ” Warszawa
- 2012 – Incheon Art Platform / wystawa zbiorowa / Korea Południowa
- 2010 – AKCJE MIEJSKIE / wystawa indywidualna / Galeria Studio, Warszawa
- 2010 – Noc Muzeów / wystawa zbiorowa / Galeria Studio, Warszawa

### Stypendia i nagrody
- 2022 – Stypendium Funduszu Popierania Twórczości ZAiKS
- 2020 – Stypendium Ministra Kultury i Dziedzictwa Narodowego (Kultura w sieci)
- 2015 – Stypendium Ministra Kultury i Dziedzictwa Narodowego
- 2015 – Stypendium artystyczne m. st. Warszawy / Dzielnicy Wawer
- 2012 – Stypendium zagraniczne Międzynarodowego Funduszu Wyszehradzkiego
- 2009 – Roczne stypendium zagraniczne Rządu Szwajcarii
- 2009 – Szpilman Award 2008 – główna nagroda dla projektów efemerycznych, Berlin
- 2007 – Stypendium Ministra Kultury i Dziedzictwa Narodowego